# ويليام الكسندر ستيوارت
ويليام الكسندر ستيوارت (بالإنجليزية: William Alexander Stewart)‏ هو لغوي أمريكي، ولد في 12 سبتمبر 1930 في هونولولو في الولايات المتحدة، وتوفي في 25 مارس 2002 في مانهاتن في الولايات المتحدة.